# Vincenzo Rossi
Vincenzo Rossi (Cerro al Volturno, 7 giugno 1924 – Cerro al Volturno, 6 novembre 2013) è stato uno scrittore e poeta italiano.

## Biografia
Ha trascorso i primi anni coltivando le terre paterne e facendo il pastore. Chiamato alle armi nell'estate del 1943 si trovò a Napoli nei giorni in cui il popolo napoletano insorse e cacciò, con le quattro eroiche giornate, i tedeschi. 
Dopo la Seconda guerra mondiale, spinto dalla sete di sapere, si diede agli studi, ottenendo in pochi anni la laurea in lettere. Per molti anni è stato preside di scuola media dedicandosi nel contempo alla scrittura.
È vissuto a Cerro al Volturno nella frazione Valloni, dove è morto a causa di una malattia il 6 novembre 2013 all'età di 89 anni.

## Opere
- In cantiere, Milano 1961;
- Dove i monti ascoltano, Modica 1973;
- Verdi terre, Forlì 1979;
- Il grido della Terra, Forlì 1987;
- I giorni dell'anima, New York 1995;
- Respiro dell'erba - Voce delle rocce, Rionero Sannitico 2001 (Poesie);
- Conto alla rovescia, romanzo, Modica 1973;
- La memoria del vecchio, racconti, Milano 1975;
- Il tarlo, racconti, Forlì 1978;
- Il Ritorno, romanzo, Forlì 1983;
- La terra e l'erba, racconti, Isernia 1984;
- Fonterossa, romanzo, Isernia 1987;
- Il Cimerone, racconti, Potenza 1990;
- Lola, racconto lungo, New York 1991;
- Ercole, racconto lungo, Isernia 1998 (Narrativa);
- Antonio Angelone visto da V.R., Roma 1977;
- Letture Vol. I, New York 1993;
- Scritti vari / 1959 - 1993, New York 1994;
- In ricordo del poeta greco Febo Delfi, in collaborazione con Maria Grazia Lenisa, New York 1995;
- Il mondo lirico di Maffeo, New York 1995;
- Amore e fedeltà alla parola / Letture vol. II, New York 1996;
- Michele Frenna Mosaicista, New York 1997 (Saggistica);
- Platone Poeta (Simposio, Apologia, Critone, Fedone), Rionero Sannitico 1998;
- Realtà e Sogno, La poesia di Julio Beprè, Rionero Sannitico 1999;
- Misura e destino, La voce poetica di Paul Courget, Rionero Sannitico 1999;
- Traduzioni sparse da Mimnermo, Saffo, Catullo, Orazio, Shakespeare, Baudelaire, F.R. Marìn, G.A. Bècquer (Traduzioni);